# Mystizismus
Der Ausdruck Mystizismus ist eine abwertende Bezeichnung für unkritisches, schwärmerisches und religiös überhöhtes Verhalten. Er bezeichnet nach Immanuel Kant „mystisches Gebaren sowie Neigung zur Mystik bzw. zum Mystischen“. Weiter ist das Urteil des Mystizismus auf eine als weltabgewandt und verschworen empfundene Spielart religiösen Obskurantismus gemünzt.

## Erklärung
Das Wort Mystizismus entstand als polemischer Begriff gegen Ende des 18. Jahrhunderts im Zuge der kantschen Aufklärung und fand besonders unter der freigeistigen Bewegung des 19. Jahrhunderts weite Verbreitung, z. B. bei Karl Marx und der erblühenden Religionskritik. Kant selbst bezeichnet in seiner Schrift Kritik der praktischen Vernunft den Mystizismus, hier explizit den Mystizismus der praktischen Vernunft, als diejenige Denkart, welche „das, was nur zum Symbol diente, zum Schema macht; das ist wirkliche, und doch nicht sinnliche Anschauungen (eines unsichtbaren Reiches Gottes) der Anwendung der moralischen Begriffe unterlegt und ins Überschwängliche hinausschweift“.
Mystifikation (oder Mystifizierung) bezeichnet dementsprechend einen (mehr oder minder vorsätzlich herbeigeführten) Zustand der Befangenheit oder Verwirrung eines grundsätzlich aufklärungsfähigen Subjekts in Mysterium, Täuschung oder Irrtum. Neben der ideologiekritischen Verwendung findet der Begriff auch Anwendung zur Beschreibung schizophrenogener familiärer Kommunikationsformen etwa im Rahmen der Doppelbindungstheorie.
Den Ursprung des Begriffes Mystizismus bilden zum einen das Wort Mystik, eine bestimmte im Mittelalter aufgekommene Frömmigkeitspraxis, zum anderen dessen englische Übersetzung mysticism.